# Couledoux
Couledoux est une  ancienne commune française située dans le département de la Haute-Garonne et la région Occitanie. Elle est associée à la commune de Boutx depuis 1974.

## Histoire
Couledoux était déjà habitée lorsque sous le règne de Louis XIV, un intendant de Colbert a envisagé d'y aménager les cours d'eu pour transporter des troncs de sapins. Pourtant, les chemins qui y conduisent sont de création plus récente : 1868 pour le chemin depuis le pont de l'Oule. Couledoux fut longtemps rattachée aux diocèses de St Lizier puis de Saint-Girons, la messe y était dite par le vicaire de Portet d'Aspet. 
Le 1er août 1974, la commune de Couledoux est rattachée à celle de Boutx sous le régime de la fusion-association.

## Politique et administration
| Période                                  | Période  | Identité      | Étiquette | Qualité |
| ---------------------------------------- | -------- | ------------- | --------- | ------- |
| 2008                                     | En cours | Gérard Ousset |           |         |
| Les données manquantes sont à compléter. |          |               |           |         |

## Démographie
| 1793 | 1800 | 1806 | 1821 | 1831 | 1836 | 1841 | 1846 | 1851 |
| ---- | ---- | ---- | ---- | ---- | ---- | ---- | ---- | ---- |
| 664  | 246  | 608  | 645  | 804  | 771  | 742  | 818  | 729  |

| 1856 | 1861 | 1866 | 1872 | 1876 | 1881 | 1886 | 1891 | 1901 |
| ---- | ---- | ---- | ---- | ---- | ---- | ---- | ---- | ---- |
| 765  | 738  | 731  | 690  | 650  | 628  | 592  | 565  | 495  |

| 1911 | 1921 | 1926 | 1931 | 1936 | 1946 | 1954 | 1962 | 1968 |
| ---- | ---- | ---- | ---- | ---- | ---- | ---- | ---- | ---- |
| 392  | 280  | 258  | 224  | 200  | 156  | 104  | 74   | 39   |

## Lieux et monuments
- Église
- Chapelle